# Liste der Mitglieder der Deutschen Akademie der Naturforscher Leopoldina/1836
Die Liste der Mitglieder der Deutschen Akademie der Naturforscher Leopoldina für 1836 enthält alle Personen, die im Jahr 1836 zum Mitglied ernannt wurden. Insgesamt gab es acht neu gewählte Mitglieder.

## Mitglieder
| Nr.  | Name                                                                   | Beiname          | Geboren       | Aufnahme | Gestorben     | Bild                         | Datenbank |
| ---- | ---------------------------------------------------------------------- | ---------------- | ------------- | -------- | ------------- | ---------------------------- | --------- |
| 1422 | Jakob Georg Agardh                                                     | Agardh           | 8. Feb. 1813  | 3. Aug.  | 17. Jan. 1901 | Jakob Georg Agardh           | 1571      |
| 1423 | Johann de Brignolli de Brunnhoff                                       | Vallisneri       | 27. Okt. 1774 | 3. Aug.  | 15. Apr. 1857 |                              | 2158      |
| 1424 | Alfons de Candolle                                                     | Condollii filius | 28. Okt. 1806 | 3. Aug.  | 4. Apr. 1893  | Alfons de Candolle           | 2251      |
| 1425 | Karl Ernst Adolph von Hoff                                             | Reuss            | 1. Nov. 1771  | 3. Aug.  | 24. Mai 1837  |                              | 3860      |
| 1426 | Joseph Roman Ludwig Vicomte de Kerkhove dit de Kirkhoff van der Varent | Thedenus         | 3. Sep. 1789  | 3. Aug.  | 15. Apr. 1847 | Joseph R. L. De Kerckhove    | 4578      |
| 1427 | Johann Friedrich Laurer                                                | Hoffmann I.      | 28. Sep. 1798 | 3. Aug.  | 23. Nov. 1873 |                              | 4867      |
| 1428 | Karl F. A. Morrén                                                      | l’Héritier       | 3. März 1807  | 3. Aug.  | 17. Dez. 1858 | Karl F. A. Morrén            | 5733      |
| 1429 | Ignaz Franz Maria von Olfers                                           | Azara            | 30. Aug. 1793 | 3. Aug.  | 23. Apr. 1871 | Ignaz Franz Maria von Olfers | 2493      |

## Hinweis zu den Lebensdaten
In der Liste sind zunächst die Lebensdaten gemäß Archiv der Leopoldina aufgenommen. Diese beziehen sich auf die Angaben gem. Neigebaur (1860) und Ule (1889). Die Lebensdaten im Namensartikel können daher von den Lebensdaten in der Liste abweichen.